# Seiji Inagaki
Seiji Inagaki (japanisch 稲垣 誠司 Inagaki Seiji; * 28. April 1973) ist ein ehemaliger japanischer Sprinter und Hürdenläufer, der sich auf die 400-Meter-Distanz spezialisiert hat. Mit der japanischen 4-mal-400-Meter-Staffel gewann er 1991 und 1995 jeweils die Bronzemedaille bei Hallenweltmeisterschaften.

## Sportliche Laufbahn
Erste internationale Erfahrungen sammelte Masayoshi Seiji Inagaki vermutlich im Jahr 1992, als er bei den Juniorenweltmeisterschaften in Seoul mit 53,15 s im Halbfinale im 400-Meter-Hürdenlauf ausschied. Im Jahr darauf gewann er mit der japanischen 4-mal-400-Meter-Staffel bei den Hallenweltmeisterschaften in Toronto in 3:07,30 min gemeinsam mit Masayoshi Kan, Yoshihiko Saitō und Hiroyuki Hayashi die Bronzemedaille hinter den Teams aus den Vereinigten Staaten und Trinidad und Tobago. Im Juli schied er bei der Sommer-Universiade in Buffalo mit 47,15 s im Halbfinale im 400-Meter-Lauf aus und gewann mit der Staffel in 3:03,21 min die Silbermedaille hinter dem US-amerikanischen Team. 1994 belegte er bei den Asienspielen in Hiroshima in 46,65 s den vierten Platz über 400 Meter und 1995 gewann er bei den Hallenweltmeisterschaften in Barcelona mit der Staffel in 3:09,73 min erneut die Bronzemedaille, diesmal hinter den Vereinigten Staaten und Italien. Zudem schied er im Einzelbewerb mit 47,59 s in der Vorrunde aus. 1997 kam er mit der Staffel bei den Weltmeisterschaften in Athen mit 3:03,85 min nicht über den Vorlauf hinaus und im Jahr darauf beendete er seine aktive sportliche Karriere im Alter von 25 Jahren.

## Persönliche Bestleistungen
- 400 Meter: 45,60 s, 6. September 1997 in Tokio
  - 400 Meter (Halle): 47,21 s, 1. März 1997 in Yokohama
- 400 m Hürden: 50,01 s, 14. Oktober 1991 in Kanazawa